# Буглаки (Житомирская область)
Буглаки (укр. Буглаки) — село на Украине, находится в Радомышльском районе Житомирской области.
Код КОАТУУ — 1825086902. Население по переписи 2001 года составляет 36 человек. Почтовый индекс — 12222. Телефонный код — 4132. Занимает площадь 0,291 км².

## Адрес местного совета
12222, Житомирская область, Радомышльский р-н, с.Новая Буда